# Sokólie
Sokólie (en rus: Соколье) és un poble (un possiólok) de l'óblast de Vladímir, a Rússia, segons el cens del 2010 tenia 140 habitants. Pertany al districte municipal de Mélenki.